# Isenheimski oltar
Isenheimski oltar glavni je oltar u Crkvi svetog Antuna samostana antonita u Isenheimu kraj Colmara (Francuska) izrađivan od 1510. do 1515. godine. Potpuno je oslikan, a poliptih je remek-djelo sjevernorenesansnoga njemačkog slikara Matthiasa Grünewalda. Danas se nalazi u Muzeju Unterlinden (Musée d'Unterlinden) u Colmaru.
Sklopivi oltari bili su jako popularni u Njemačkoj između 1450. i 1525. godine. Obično su se sastojali od središnjeg korpusa (tijela) s izrezbarenim skulpturama koje su s obiju strana bile zatvorene oslikanim ili izrezbarenim krilima oltara. Isenheimski oltar ima samo skulpture triju svetaca zatvorenih dvostrukim oltarskim oslikanim krilima, dok su ostale skulpture na postolju.
Rezbarene figuralne i dekorativne dijelove od pozlaćena drva načinio je još jedan renesansni majstor, njemački drvorezbar Nicholas de Hagenauer. On je na tijelu zatvorenog oltara izrezbario okrunjenoga svetog Antuna na prijestolju okružena slijeva sv. Augustinom, a zdesna sv. Jeronimom s lavom, njegovim atributom, u rukama. Ispod njih, na postolju oltara, prikazao je Krista i dvanaestoricu apostola.

## Poliptih
Kako je oltar bio namijenjen monasima liječnicima, svaka slika na zatvorenoj strani Isenheimskog oltara podsjeća na rane, bolesti i iscjeljenje, aludirajući na iscjeljiteljsku moć vjere. Tako vanjske slike prikazuju Raspeće na središnjem retablu, na užima su, s lijeva Sveti Sebastijan (poznat kao “kužni svetac” zbog svojih rana od strijela koje su podsjećale na rane od kuge), a s desna Sveti Antun Padovanski (koji je bio poznat kao zacijeljitelj), dok je na plitkom retablu ispod njih oslikana Pieta (Oplakivanje Krista). Na Raspeću je naglasak na Kristovoj fizičkoj patnji i njegovim ranama (što se dovodi u vezu s monasima koji su bili liječnici za kožne bolesti). Grünwald je istaknuo rane svojom revolucionarnom uporabom boje, npr. zelenkasta boja tijela podsjeća na trovanje krvi  (gangrenu), a tamno sivo nebo i crvene draperije su eko Isusove krvi, kao da želi uvećati dramatični dojam prikaza.
Kraci križa su savijeni pod Kristovom težinom, a ekspresionistički prikaz Krista nije nimalo nalik dotadašnjem preovladavajućem idealiziranu prikazu.
Na Grünewaldov prikaz Krista je utjecao tajanstveni spis iz 14. stoljeća koji daje opis viđenja švedske svetice, Svete Brigite: “Kruna od trnja mu je bila čvrsto utisnuta odozgo na glavu do polovice čela, dok mu je krv liptala od rana njezina trnja ... Boja smrti se širila kroz njegovo tijelo ... koljena ukočena ... stopala zgrčena i uvrnuta ... Zgrčeni prsti na bolno ispruženim rukama.”
S Kristove lijeve strane stoji Sveti Ivan Krstitelj pokazujući prstom na Krista, dok pored njega, u crnilu pozadine, stoji krvavi natpis na latinskom: “On se mora podići, a ja spustiti,” aluzija na Kristovu važniju ulogu. Pored Ivanovih nogu je žrtveno janje s križem u ustima, dok njegova krv kapa u pehar simbolizirajući Svetu Euharistiju. S Kristove desne strane Sveta Marija Magdalena sklapa ruke u tjeskobnoj molitvi, a krivulja njenih ruku se ponavlja u rukama Djevice Marije koju iznad nje pridržava Sveti Ivan. Tamno nebo je u skladu s opisom iz Biblije koji navodi pomračinu sunca koja je uslijedila, ali i simbolično predstavlja samu smrt kao nedostatak svjetla.
Ispod Raspeća, na zatvorenoj bazi (predella), Grünewald je prikazao Oplakivanje Krista na kojemu je Krist umotan u rasparane prljave plahte ispred snježnog alpskog pejzaža s ogoljenim drvećem. I snijeg i golo drveće su prirodne metafore koje odjekuju Kristovu smrt.
Oltar je obično držan zatvorenim i ovo su bile scene ispred kojih su bolesnici ispovijedali svoje grijehe i
molili za ozdravljenje. No nedjeljama i za svetkovina oltar se otvarao i iznenađivao svojim sjajnim bojama i pozitivnim scenama. Na lijevom retablu prikazano je Navještenje smješteno u interijer gotičke katedrale, u sredini je Djevica s Djetetom i korom anđela ispred pejzaža, a s desne strane je Uskrsnuće Kristovo. Na Uskrsnuću, Kristova duhovna preobrazba je prikazana u uznesenju njegova vijugavog i poluprozirnog tijela koje lebdi i kao da isijava svjetlost, poistovjećujući se s vatrenim sunčevim diskom koji se pojavljuje usred noći. U kontrastu s ovakvim Kristom su rimski vojnici koji zbog svoje grešne nezainteresiranosti padaju u kamenitu tamu.
- Oltar in situ (Muzej Unterlinden)
- Uskrsnuće Kristovo
- Iskušavanje Svetog Antuna
- Iskušavanje Svetog Antuna (detalj)